# Carolin Matzko

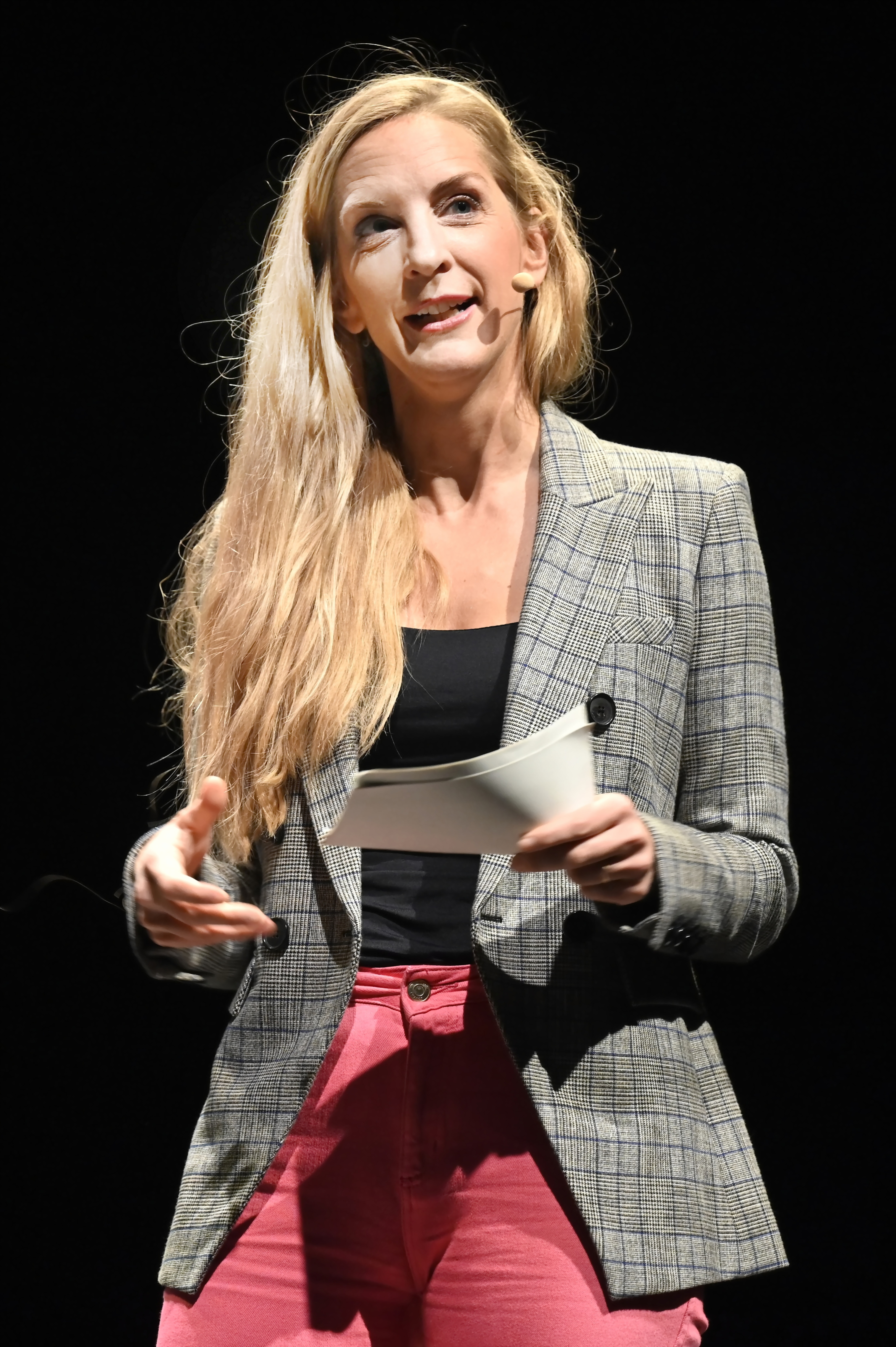
Caro Matzko, 2022

Carolin „Caro“ Matzko (* 12. August 1979 in Ulm; bürgerlich Carolin Schaller) ist eine deutsche Moderatorin, Journalistin und Autorin.

## Leben und Karriere
Als Jugendliche litt Matzko an Magersucht.
Sie studierte Kommunikationswissenschaft, Politik und Soziologie an der Ludwig-Maximilians-Universität München. Parallel dazu arbeitete sie von 2000 bis 2002 als Moderatorin bei Dasding, der Jugendwelle des SWR in Baden-Baden. Seit 2002 ist Matzko Moderatorin beim Zündfunk auf Bayern 2. Von 2004 bis 2008 präsentierte sie auf BR-alpha zusammen mit Gunnar Mergner die beiden TV-Jugendformate Blaateen und Freiraum. Nach der Einstellung der beiden Sendungen moderierten Matzko und Mergner das werktägliche Wissensformat X:enius auf arte.
2014 und 2015 produzierte der Bayerische Rundfunk (BR) zwei Pilotfolgen des ARD-Gesundheitscheck. Im September 2016 folgten drei weitere Folgen, die Matzko zusammen mit Fero Andersen präsentierte. Seit 2016 moderiert sie zusammen mit Rainer Maria Jilg auf ARD-alpha die Sendung Planet Wissen.
Von 2016 bis 2025 war Matzko Partnerin von Hannes Ringlstetter in der Sendung Ringlstetter im BR Fernsehen. Sie setzte dort Themen, kommentierte und schrieb die Gästevorstellungen, die der Comiczeichner Elias Hauck bebilderte. 2019 hatte sie einen Gastauftritt in der Fernsehserie Dahoam is Dahoam im BR Fernsehen. Von Oktober 2020 bis November 2021 lief die Talkshow Club 1 mit Ringlstetter und Matzko im Ersten in der Reihe TALK am Dienstag. Sie nahm als Delegierte der BayernSPD an der Bundesversammlung 2022 teil.
Auch als Podcasterin ist sie aktiv. 2018 und 2019 veröffentlichte sie den „Laber-Podcast“ Müller und Matzko mit der Pianistin und Liedermacherin Ariane Müller, in dem sie sich über ihre Erlebnisse und Erfahrungen als Frauen in der Unterhaltungsbranche austauschten. 2020 moderierte sie den Podcast Ärmel hoch für das Bundesgesundheitsministerium mit Informationen zur Corona-Schutzimpfung.
Matzko lebt in München, ist verheiratet und hat einen Sohn (* 2004) und eine Tochter (* 2013).

## Veröffentlichungen
- 2020: mit Tanja Marfo: Size egal – Dein Selbstbewusstsein kann nicht groß genug sein, lübbelife Verlag, ISBN 978-3-431-07023-1.[3]
- 2025: Alte Wut, Piper, München, ISBN 978-3-492-07372-1.